# Gregorio Sancho Pradilla
Gregorio Sancho Pradilla (Husillos, 24 de diciembre de 1874-Madrid, 1926) fue un erudito y religioso español. 

## Biografía
Tras cursar Bachillerato en el Instituto de Enseñanza Media de Palencia, cuyo título obtuvo en 1888, ingresó en el Seminario Conciliar de Palencia, donde inició estudios filosóficos y teológicos que concluyó en el Seminario de Salamanca con el grado de doctor en Sagrada Escritura, cuando ya el año anterior había obtenido la licenciatura en Filosofía en dicha universidad. 
Desde su ordenación sacerdotal en septiembre de 1897, ocupó varias cátedras en el Seminario de Palencia hasta 1906 en que pasó a Madrid, como profesor de su Seminario Conciliar, actividades docentes que compartió desde 1908 con el cargo de canónigo lectoral de la catedral madrileña. 
Fue un decidido tomista, como muestran sus escritos.
Doctor en Filosofía y Letras por la Universidad Central de Madrid.

## Obras
- Estudio crítico sobre el Marqués de Santillana
- Influencia del Marqués de Santillana en la literatura española (1905)
- “Monumentos Histórico-Artísticos Palentinos. La abadía de Husillos”, BSCE (1912), pp. 293-301;